# موئمی کاتایاما
موئمی کاتایاما (انگلیسی: Moemi Katayama؛ زادهٔ ۱ اکتبر ۱۹۹۰) مدل، بازیگر و شخصیت تلویزیونی اهل ژاپن است.
از فیلم‌ها یا سریال‌های تلویزیونی که وی در آن نقش داشته‌است می‌توان به خانواده دزدها و زن قلعه‌دار، نائوتورا اشاره کرد.